# Mamo Habtewold
Mamo Habtewold fue un militar etíope miembro de la 1.ª División de la Guardia Imperial y miembro del Batallón Kagnew. Tuvo una participación destacada en la guerra de Corea, participación por la que recibió el grado de caballero de la Orden del Emperador Menelik.

## Carrera militar
Mamo Habtewold se unió al ejército de Etiopía siendo joven y llegando al cuerpo de la Guardia Imperial poco después. En el citado cuerpo obtendría el rango de teniente.
Con el conflicto de la guerra de Corea en marcha y la promesa del emperador Haile Selassie de mandar tres batallones de 1200 hombres cada uno a Corea, Mamo Habtewold fue uno de los elegidos para formar parte del tercer batallón, que llegaría a corea en mayo de 1951. (Véase Batallón Kagnew)
Durante el conflicto, Mamo Habtewold participó en muchos de los 252 enfrentamientos en los que las tropas etíopes, encuadradas en la 7.º División de Infantería de Estados Unidos, vivieron en territorio coreano.
La acción militar por la que Mamo Habtewold recibió la máxima condecoración militar de su país (Orden del Emperador Menelik), así como una alta condecoración de los Estados Unidos (la Estrella de Plata), tuvo lugar en mayo de 1953, durante el estancamiento de la guerra y las negociaciones de paz. Mamo Habtewold, entonces un teniente, dirigía una patrulla de un total de 15 efectivos, 14 etíopes y 1 estadounidense, haciendo labores de vigilancia desde un puesto en una colina y las tierras de alrededor cuando se toparon con el asalto de 300 soldados chinos del EPL.
Durante el combate, 4 miembros de la patrulla murieron (3 etíopes y 1 estadounidense), de los 11 etíopes restantes, 10 resultaron heridos, siendo Mamo Habtewold el único miembro de la patrulla en no figurar como baja. En el enfrentamiento, el teniente logró evitar que uno de los radioperadores etíopes fuera capturado como prisionero por las fuerzas del ELP chino, así como contactar con la artillería estadounidense bajo fuego enemigo para informar del suceso, después de haber perdido tres radios en los primeros instantes del intercambio de fuego.
Al acabar la guerra, las fuerzas etíopes volvieron a su país y Malmo Habtewold fue promovido a capitán. Siguió prestando servicios en el ejército etíope hasta que después del Golpe militar en Etiopía de 1960 en Adís Abeba se desmantelase la división de la Guardia Imperial.

## Vida posterior
Tras salir forzosamente de su carrera militar, Mamo Habtewold se dedicó a ser un empresario y administrador en Etiopía.
En 2012, cuando Habtewold tenía 81 años, el gobierno surcoreano invitó a veteranos etíopes del conflicto civil a visitar el país, cosa que hizo.